# ماكسيميليان هوفمان
ماكسيميليان هوفمان (بالألمانية: Maximilian Hofmann) (7 أغسطس 1993 بفيينا في النمسا - ) هو لاعب كرة قدم نمساوي في مركز قلب الدفاع. شارك مع منتخب النمسا تحت 21 سنة لكرة القدم. أما مع النوادي، فقد لعب مع رابيد فيينا.

## وصلات خارجية
- ماكسيميليان هوفمان على موقع قاعدة بيانات كرة القدم.إي يو (الإنجليزية)
- ماكسيميليان هوفمان على موقع بيانات كرة القدم. دي إي (الألمانية)
- ماكسيميليان هوفمان على موقع Soccerway.com (الإنجليزية)
- ماكسيميليان هوفمان على موقع عالم كرة القدم.نت (الإنجليزية)
- ماكسيميليان هوفمان على موقع AS.com (الإسبانية)